# Станкевич, Александр (художник)
Александр Станке́вич (1824, Варшава — 1892, Рим) — польский художник.

## Биография
Будущий художник родился в Варшаве, тогда являвшейся столицей Царства Польского в составе Российской империи. Образование получил в Варшавской гимназии, параллельно обучался живописи и рисунку. Начиная с 16-летнего возраста участвовал в художественных выставках в Варшаве. В 1843 году направлен для дальнейшего обучения в Императорскую академию художеств в Санкт-Петербург. Являлся вольноприходящим учеником и пенсионером Царства Польского, то есть оплата обучения молодого художника осуществлялось за счёт государственного бюджета российской Польши. Учителями Станкевича были художники Марков и Брюллов.
В 1845 году Станкевич за портрет, писанный с натуры, был награждён двумя серебряными медалями Академии художеств, большой и малой. В следующем, 1846 году, окончил академию, и за счёт казны Царства Польского был отправлен в Рим для завершения художественного образования.

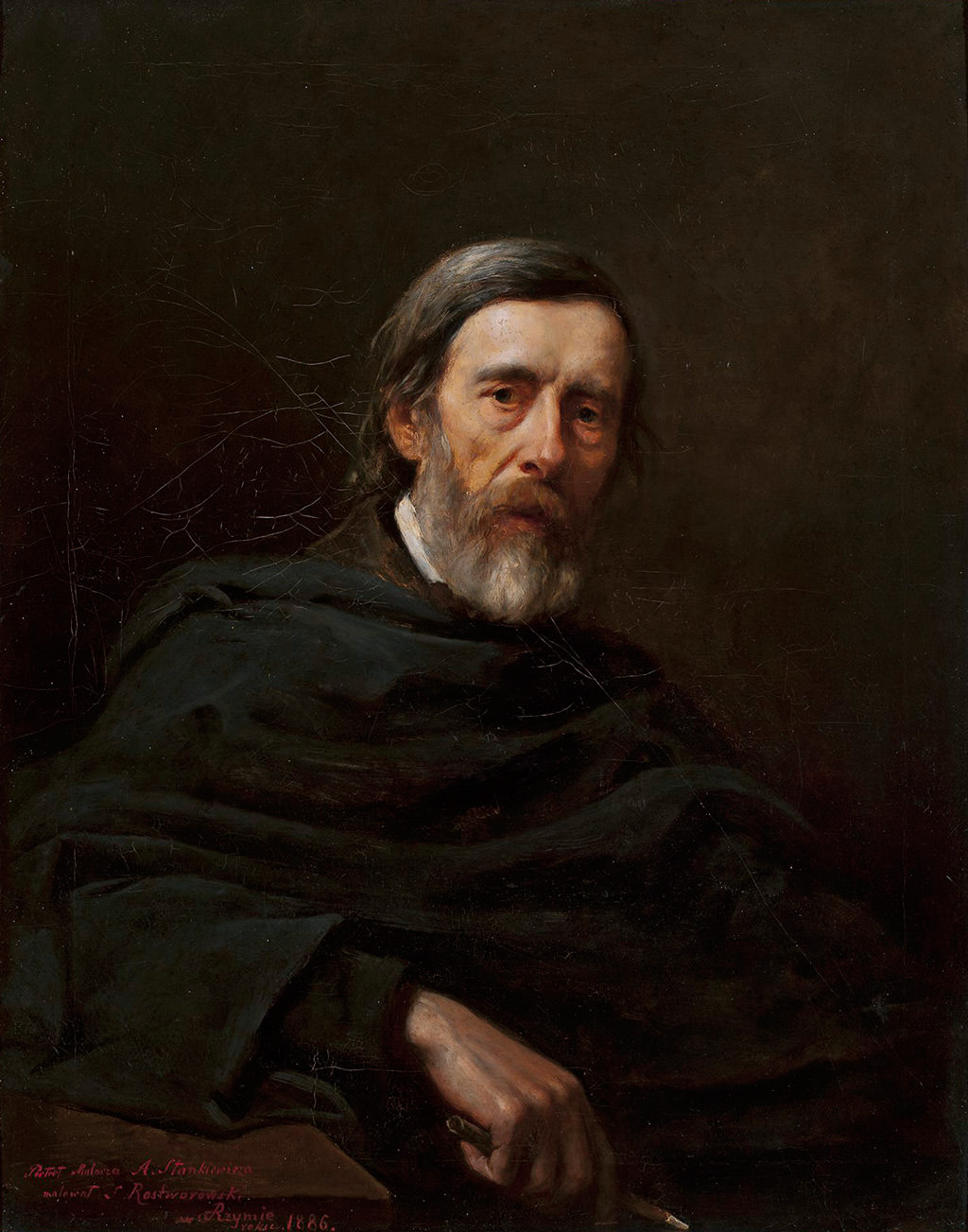
С. Р. Ростворовский. Портрет художника Александра Станкевича. Национальный музей в Варшаве.

В дальнейшем Станкевич проживал, в основном, в Риме. По крайней мере один раз он выполнил копию с находящейся в Риме картины по заказу Российской академии художеств. Наряду с этим, Станкевич много работал для итальянских заказчиков, среди которых был даже Папа Римский. Папе так понравилась картина Станкевича «Пий IX, благословляющий народ», являвшаяся, фактически, его портретом, что художник был награждён за неё папским орденом Святого Сильвестра.
Как и многие художники его времени, Станкевич участвовал в создании живописи для церквей, в частности, для Черниговского костёла.
Близким другом Станкевича был другой художник, живший в Риме большую часть времени — Семирадский, который написал  портрет Станкевича.
В Государственной Третьяковской галерее хранится картина Станкевича «Итальянка с ребёнком», а в Государственном Русском музее — картина «Погонщики в Кампании».
В XIX веке существовал и другой польский художник Александр Станкевич, высланный в Сибирь за участие в восстании 1863 года, проживавший в Красноярске и оказавший влияние на формирование интереса к живописи у известного в будущем художника Каратанова.
Необходимо также отметить, что картины из музеев Варшавы и Киева, приписываемые «римскому» Станкевичу, чётко распадаются на две группы. Одни сюжетом связаны с Италией (например, портрет сенатора Ромуальда Губе написан в период пребывания Губе в Риме в качестве российского дипломата) и демонстрируют высокое мастерство академического стиля. Другие, напротив, изображают провинциальных дворян и демонстрируют только навыки самодеятельного живописца. Поэтому резонно предположить, что существовал и третий Александр Станкевич. 
Впрочем, по другой, более распространённой версии, вторая группа картин была написана тем же самым Александром Станкевичем в самом начале 1840-х годов в Варшаве в статусе модного художника-«вундеркинда» (Станкевичу не было тогда и 18 лет) до обучения в Академии Художеств.

## Галерея

«Римский» Станкевич
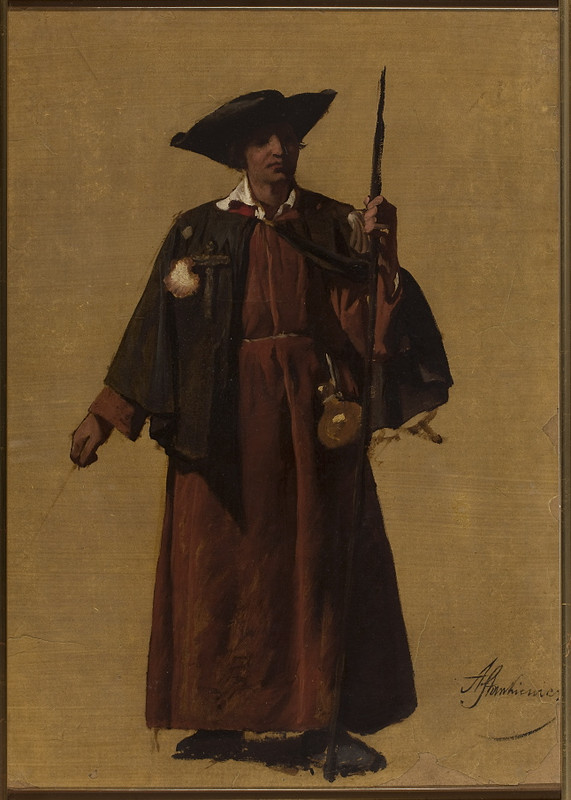
Этюд паломника на пути в Сантьяго-де-Компостела, 1880. Национальный музей в Варшаве.
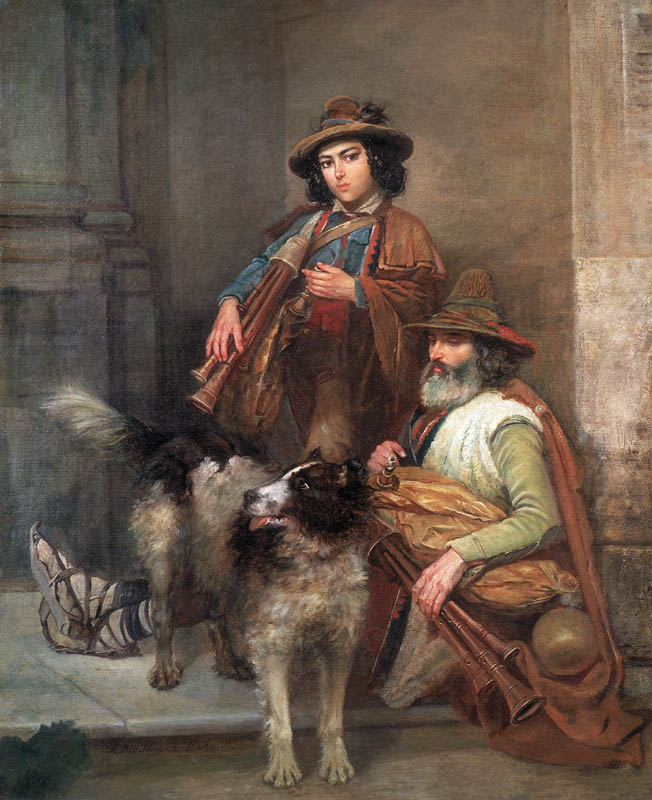
Итальянские бродячие музыканты.
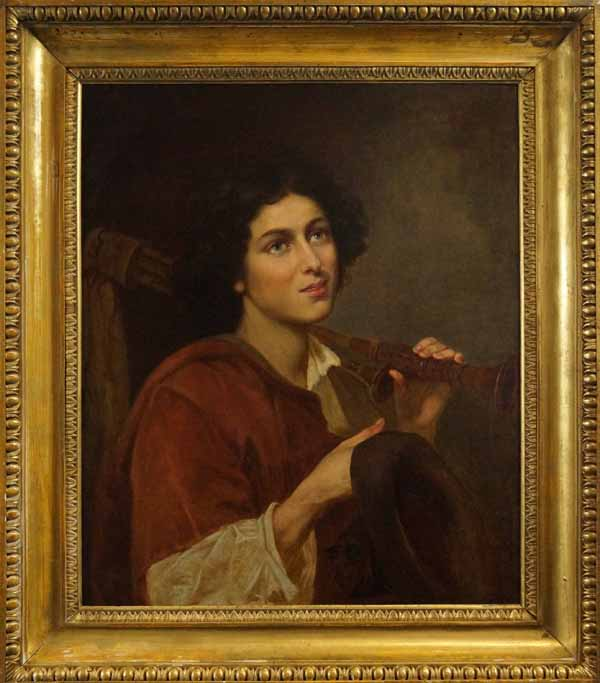
Итальянский волынщик.
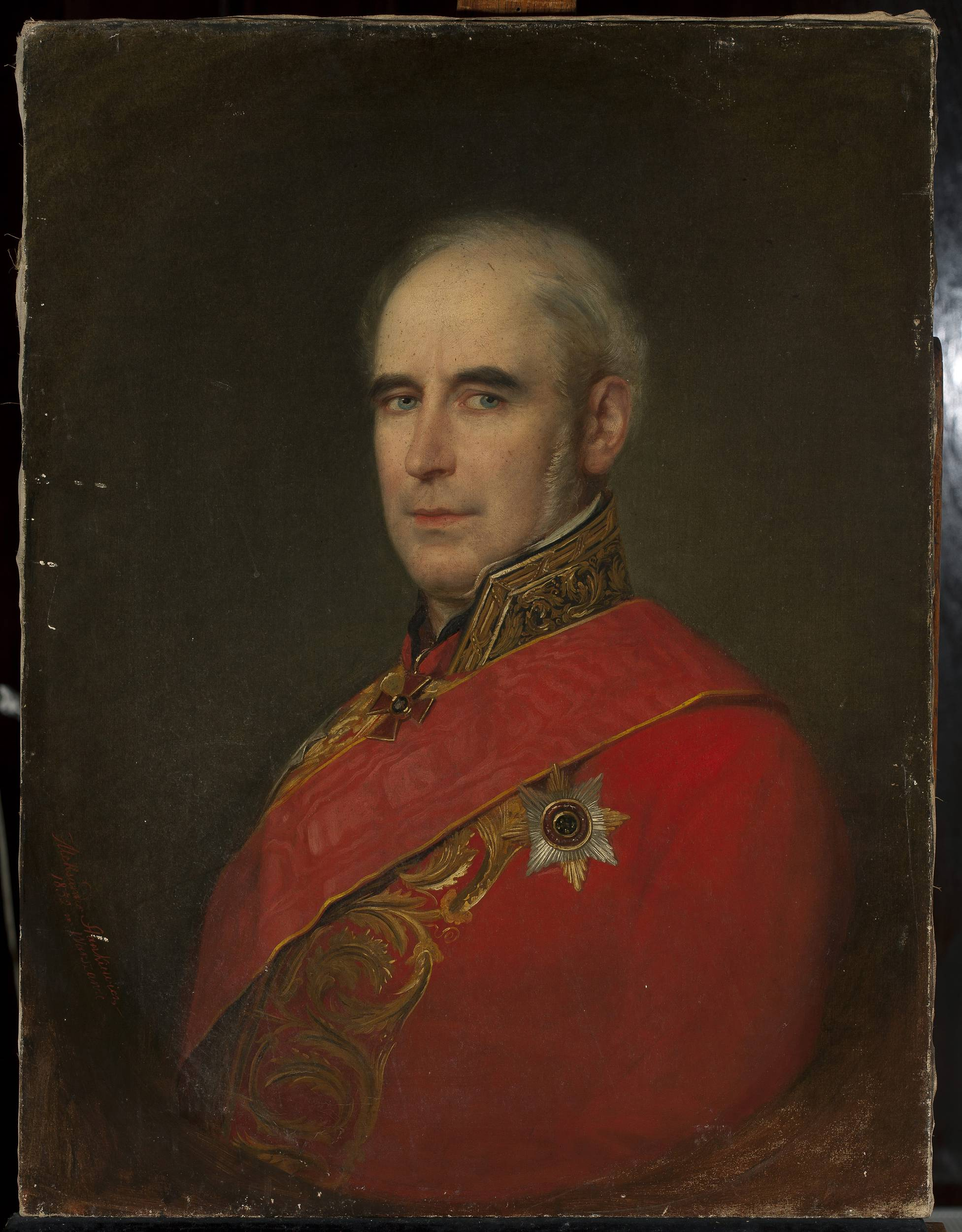
Портрет российского сенатора Ромуальда Губе, 1852. Национальный музей в Варшаве.

Неизвестный (?) Станкевич
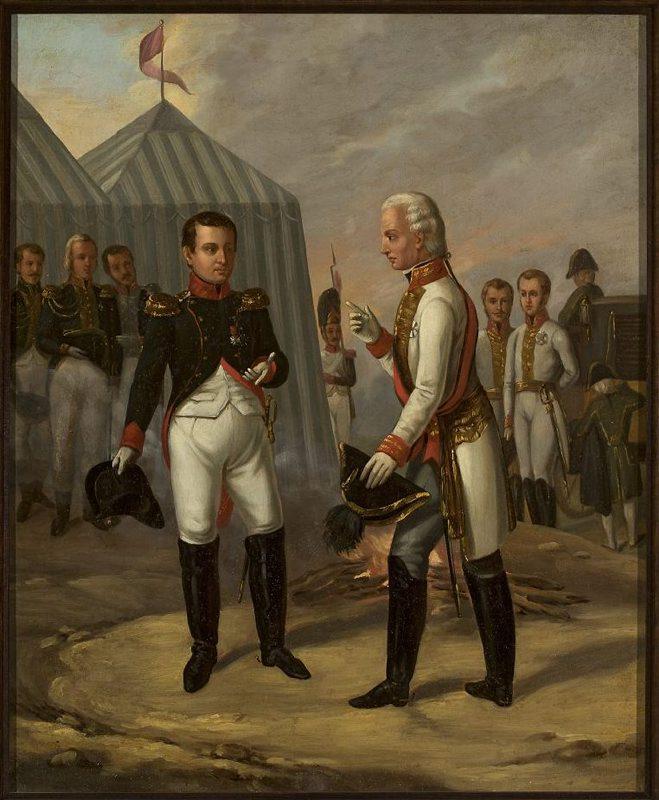
Наполеон и Франц I после битвы при Аустерлице. Национальный музей в Варшаве.
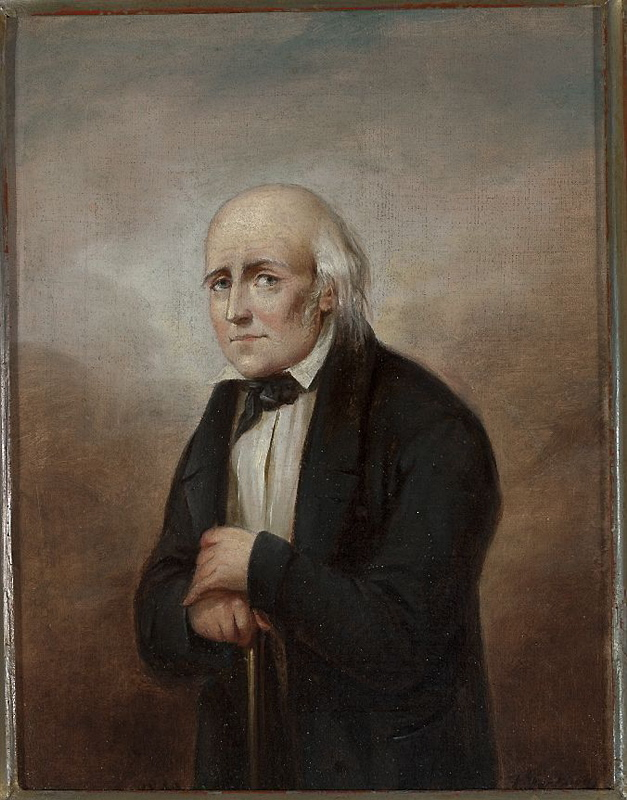
Портрет польского писателя и просветителя Юлиана Немцевича, 1842. Национальный музей в Варшаве.
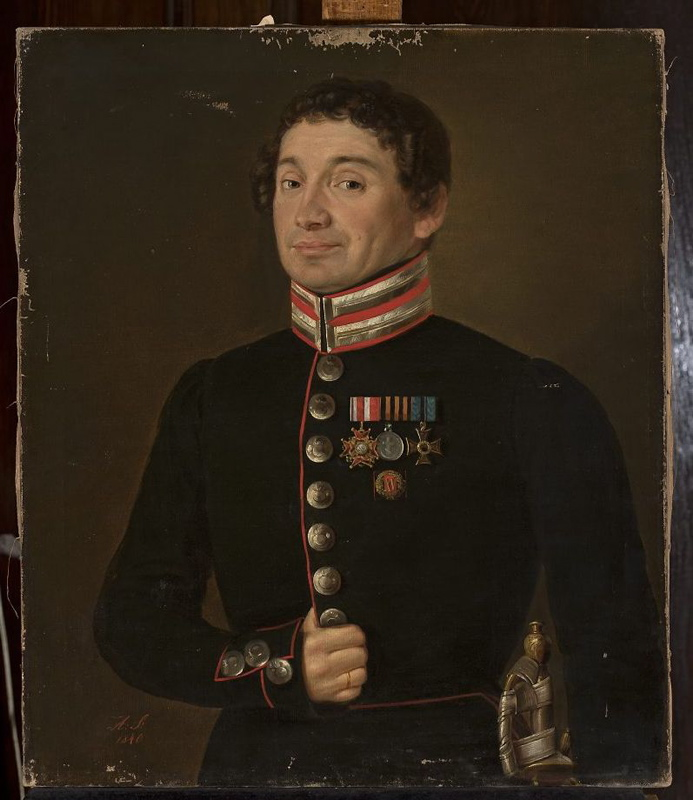
Портрет неизвестного русского офицера, 1840. Национальный музей в Варшаве.
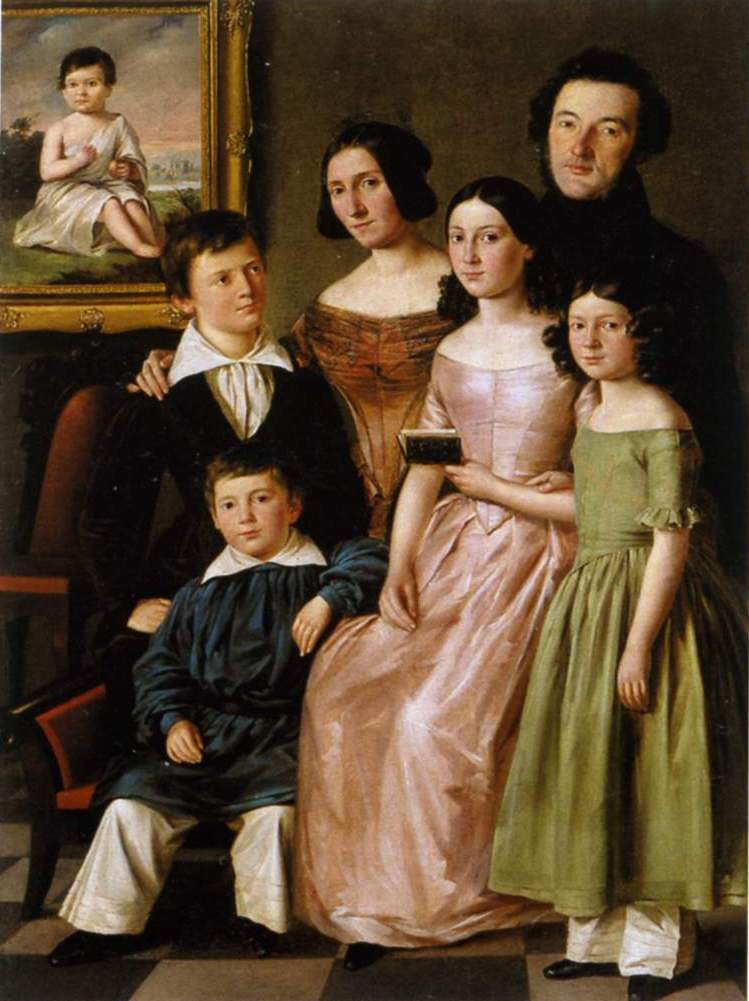
Семейный портрет[2]. Национальный художественный музей Украины, Киев. Имена изображённых неизвестны.